# Fuerza Popular Karbi
El Karbi Peoples Force o Fuerza Popular Karbi fue una organización nacionalista de la etnia karbi de Assam al noreste de la India. Fundada el 12 de septiembre de 1994. Se unió al Karbi National Volunteers el 21 de mayo de 1999 formando el United People’s Democratic Solidarity (UPDS).
- Datos: Q8963017